# Jerky

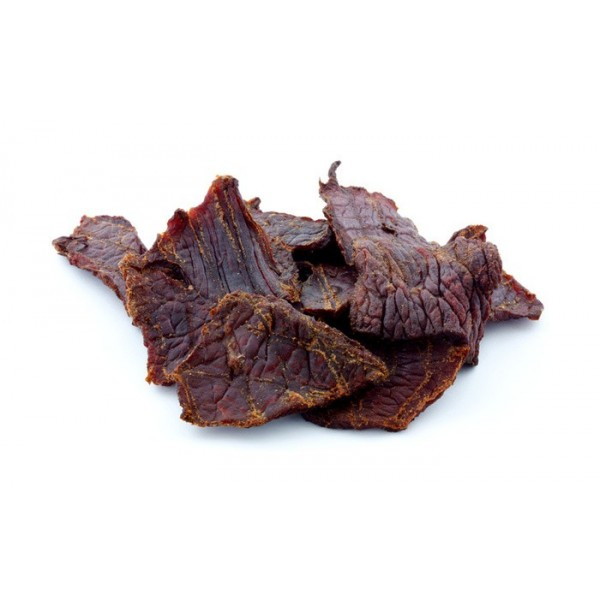
Jerky.

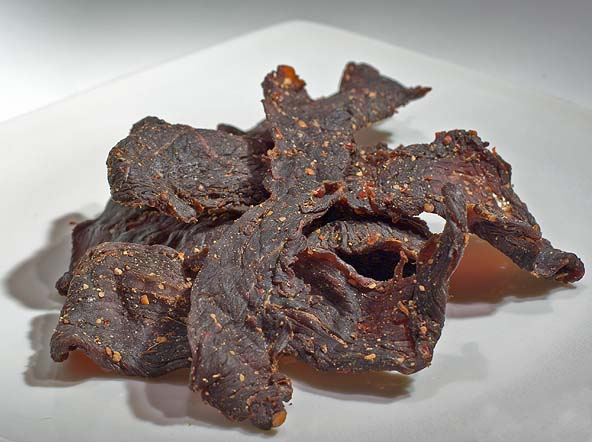
Lanières de jerky.

Le jerky (en français : charqui ou charque) est une variété de viande séchée et salée de bœuf, découpée en fines lanières. Le mot vient d'un mot quechua (charqui) signifiant « viande séchée et salée ».
Les Chincha, une culture précolombiennes florissante entre 900 apr. J.-C. et 1450 apr. J.-C., avaient organisé, grâce à leur flottille marchande, le commerce triangulaire de cet aliment entre le plateau d'El Collao, la côte centrale péruvienne et le nord de l'Équateur.